# Re-Animator
Série
Re-Animator 2
(1990)
Pour plus de détails, voir Fiche technique et Distribution.
Re-Animator (H. P. Lovecraft's Re-Animator) est un film d'horreur américain réalisé par Stuart Gordon et sorti en 1985. Il s'agit d'une adaptation libre de la nouvelle Herbert West, réanimateur de H. P. Lovecraft, publiée dès 1922. Le réalisateur Stuart Gordon, dont c'est le premier long métrage, adaptera par la suite plusieurs autres nouvelles de l'auteur dans Aux portes de l'au-delà (1986), Castle Freak (1995), ainsi que Dagon (2001).

## Synopsis
Herbert West, étudiant en médecine à l'université de Zurich, tente de ramener son professeur Dr Hans Gruber à la vie, sans succès. West se rend ensuite à l'université Miskatonic à Arkham, dans le Massachusetts. Il y suit les cours du professeur Carl Hill sur la physionomie et le fonctionnement du cerveau. Très vite, les deux hommes s'opposent car West prétend pouvoir vaincre la mort. Herbert s'installe en colocation avec un autre étudiant, Dan Cain. Ce dernier fréquente en secret Megan Halsey, la ravissante fille du doyen de l'université. Dans la cave de l'immeuble, transformée en laboratoire, West met au point une étrange mixture qui, selon lui, permettrait de réanimer les morts. Rufus, le chat de Dan est ainsi ramené à la vie. Malgré l'avis du doyen, Dan se laisse embarquer dans les expériences de Herbert.

## Fiche technique
- Titre original et français : Re-Animator
- Titre original complet : H. P. Lovecraft's Re-Animator
- Titre québécois : Le Réanimateur
- Réalisation : Stuart Gordon
- Scénario : Dennis Paoli (en), William Norris et Stuart Gordon, d'après la nouvelle Herbert West, réanimateur de H. P. Lovecraft
- Musique : Richard Band
- Photographie : Mac Ahlberg
- Montage : Lee Percy
- Direction artistique : Robert A. Burns (en)
- Costumes : Robin Burton et Robin Lewis-West
- Production : Brian Yuzna, Michael Avery et Bruce William Curtis
- Sociétés de production : Empire Pictures et Re-Animator Productions Inc.
- Distribution : Empire International Pictures
- Budget : 900 000 dollars
- Pays de production :  États-Unis
- Format : Couleurs - 1,85:1 - son mono - 35 mm
- Genre : comédie horrifique, science-fiction
- Durée : 86 minutes
- Dates de sortie : 
  - États-Unis : 18 octobre 1985
  - France : 12 mars 1986
- Classification[2] :
  - États-Unis : Unrated
  - France : interdit aux moins de 13 ans lors de sa sortie en salles
- Affiche : Macario Gómez Quibus (Espagne)

## Distribution
- Jeffrey Combs (VF: Denis Boileau) : Herbert West
- Bruce Abbott (VF: Bernard Gabay) : Daniel « Dan » Cain
- Barbara Crampton : Megan Halsey
- David Gale (en) (VF: Edmond Bernard) : le docteur Carl Hill
- Robert Sampson (VF: Michel Gudin) : le doyen Alan Halsey
- Gerry Black : Mace
- Carolyn Purdy-Gordon : le docteur Harrod
- Peter Kent : Melvin, le réanimé
- Barbara Pieters : l'infirmière
- Ian Patrick Williams : le professeur suisse
- Bunny Summers : le docteur suisse
- Al Berry : le docteur Gruber

## Production
Le tournage a lieu à Los Angeles.

## Accueil
Le film connait un succès commercial modeste, rapportant environ 2 023 000 $ au box-office en Amérique du Nord, pour un budget de 900 000 $. En France, il a réalisé 635 284 entrées.
Il reçoit un accueil critique très favorable, recueillant 95 % de critiques positives, avec une note moyenne de 7,8/10 et sur la base de 42 critiques collectées, sur le site agrégateur de critiques Rotten Tomatoes.

## Distinctions
- Prix du meilleur film, lors du Festival international du film de Catalogne en 1985.
- Nomination au prix du meilleur film d'horreur et meilleurs maquillages (Anthony Doublin, John Naulin et John Carl Buechler), lors de l'Académie des films de science-fiction, fantastique et horreur en 1986.
- Prix du meilleur film et meilleurs effets spéciaux (Anthony Doublin), lors du Fantafestival en 1986.
- Mention spéciale horreur au Festival international du film fantastique d'Avoriaz 1986

## Autour du film
(août 2021).
Si vous disposez d'ouvrages ou d'articles de référence ou si vous connaissez des sites web de qualité traitant du thème abordé ici, merci de compléter l'article en donnant les références utiles à sa vérifiabilité et en les liant à la section « Notes et références ».
- Composé par Charles Band, le thème musical revisite celui que Bernard Hermann écrivit pour le film Psychose d'Alfred Hitchcock[1].
- L'homme assis à côté de Megan avec sa mâchoire bandée est le père de James Cameron, tandis que le docteur chauve et barbu que l'on pousse quand Dan tente de la réanimer est interprété par Kim Deitch, célèbre dessinateur underground (The Boulevard of Broken Dreams) et fils du non moins célèbre Gene Deitch (The Cat).
- Le premier homme à être réanimé à la morgue est la doublure d'Arnold Schwarzenegger.
- Un court passage dialogué du film (« - Herbert you're insane! Now, what happened here? - I had to kill him! - He's dead? - Not anymore... ») est utilisé en tant que sample introduisant le morceau Forged For Decrepitude du groupe de metal Aborted sur l'album Retrogore.